# Грохот колосниковий

Грохот колосниковий.

Грохот колосниковий.

Колосники.

Грохот колосниковий (рос. грохот колосниковый, англ. grizzly, fixedbar grizzly, bar screen; нім. schwingender Rost m, beweglicher Rost m, fester Rost m, Standenrost m, Schüttelrost m, Siebrost m) — машина або пристрій для розділення (сортування) сипких матеріалів крупністю до 1200 мм. Г.к. використовують при попередньому грохоченні, як правило, перед дробленням для виділення з гірничої маси грудок крупністю до 200 мм, що не вимагають дроблення.

## Опис
Розрізняють Г.к. нерухомі і рухомі. Останні бувають двох типів — консольний вібруючий і вібраційний. Г.к. відрізняються надзвичайно простою конструкцією, допускають розвантаження автомашин, шахтних скіпів і залізничних вагонів безпосередньо на колосникову решітку. Нерухомі Г.к. — решітка з колосників фасонного перетину, яку встановлюють, як правило, під кутом до горизонту, іноді закріпляються консольно. Трапецевидний поперечний перетин колосників утворює отвори, що розширяються донизу і тим самим зменшує небезпеку застрявання грудок. Розмір щілини між колосниками 50…200 мм. Ширина Г.к. визначається фронтом його завантаження. Щоб уникнути заклинення великих шматків між бортами загальну ширину колосникової решітки приймають не менш потрійного розміру найбільшого шматка. Кут нахилу решітки 38…50 о для руд і 30…35 о для вугілля. При підвищеній вологості вихідного матеріалу кут збільшують на 5…10 о. Відношення довжини до ширини Г.к., як правило, становить бл. 3…4. Ланцюгові Г.к. являють собою нерухому горизонтальну колосникову решітку, в щілинах якої розміщені нескінченні ланцюги, які служать для переміщення матеріалу і одночасного очищення решітки. Рухомі (консольні вібруючі) Г.к. складають з окремих колосників, один кінець яких жорстко закріпляють на балках несучої конструкції. Грудки великого матеріалу, падаючи на решітку, створюють вібрації консольних кінців колосників, тому останні менше забиваються липким матеріалом.
Переваги колосникових грохотів полягають у тому, що вони не спожива-ють електроенергії і не створюють динамічних навантажень на несучі констру-кції будівель збагачувальних фабрик. Недоліки цих грохотів — низька ефектив-ність грохочення і схильність до забивання.